# Giuseppe Masi (storico)
Giuseppe Masi (Gizzeria, 1941) è uno storico italiano.
È il direttore dell'ICSAIC (Istituto calabrese per la storia dell'antifascismo e dell'Italia contemporanea).

## Opere
Monografie
- Socialismo e socialisti di Calabria 1861-1914,  (1981)
- Socialismo e amministrazione nella Calabria contemporanea. Rosario Naccarato, primo sindaco democratico di Aiello Calabro: 1944-45 (prefazione di Angelo Ventura), (1987
- Calabria contemporanea 1861-1961. Pagine di critica storica (con Francesco Volpe),  (1983)

Curatele
- Socialismo e amministrazione nella Calabria contemporanea (1987)
- Mezzogiorno e Stato nell'opera di Fausto Gullo (1998)
- Giovanni Nicotera nella storia italiana dell'Ottocento (con Antonio Bagnato e Vincenzo Villella) (1999)
- Tra Calabria e Mezzogiorno. Studi storici in memoria di Tobia Cornacchioli (2007)

Ristampe curate
- Olindo Malagodi, Calabria desolata, anastatica dell'edizione del 1905 (2001)
- Giuseppe Scalise, L'emigrazione dalla Calabria (2005)

| Controllo di autorità | VIAF (EN) 88336606 · SBN CFIV005344 · LCCN (EN) n82022954 · BNF (FR) cb12466785z (data) |